# Casanova (herb szlachecki)
Casanova (Casanowa) – polski herb szlachecki z nobilitacji.

## Opis herbu
W polu srebrnym, lew złoty, wyskakujący zza muru czerwonego, trzymający laskę.
W klejnocie: Pół lwa jak w godle.
Brak informacji o labrach.

## Najwcześniejsze wzmianki
Nadany Scypionowi Casanowie z Ferrary 18 marca 1595.

## Herbowni
Casanova – Casanowa.